# Kurklių miškas
Kurklių miškas este o arie protejată (sit de importanță comunitară — SCI) din Lituania întinsă pe o suprafață de 224 ha, integral pe uscat.

## Localizare
Centrul sitului Kurklių miškas este situat la coordonatele 55°43′59″N 23°49′05″E / 55.7331°N 23.8181°E.

## Înființare
Situl Kurklių miškas a fost declarat sit de importanță comunitară în mai 2009 pentru a proteja un număr necunoscut de specii din flora spontană și fauna sălbatică aflate în arealul zonei.

## Biodiversitate
Situată în ecoregiunea boreală, aria protejată conține 1 habitat natural: Păduri de conifere pe eskere fluvioglaciare sau legate la acestea.
La baza desemnării sitului se află un număr nedeclarat de specii protejate.